# Athletes ogoouensis
Athletes ogoouensis är en fjärilsart som beskrevs av Pierre Claude Rougeot 1962. Athletes ogoouensis ingår i släktet Athletes och familjen påfågelsspinnare. Inga underarter finns listade i Catalogue of Life.